# Danza moderna
Con il termine danza moderna si definiscono generalmente gli sviluppi della danza che, a partire dalla fine del XIX secolo, portarono ad un nuovo modo di concepire la danza di scena, in contrapposizione al balletto classico-accademico. In alcuni casi, adottando una terminologia tipica del mondo anglosassone, il termine indica anche alcune forme di ballo da sala evolutesi nel Novecento.
Nata come ribellione nei confronti della danza accademica, ritenuta troppo rigida e schematica, la danza moderna intendeva procedere alla ricerca di una danza libera, che inizialmente veniva spesso praticata attraverso la provocante forma dell'assolo (oggi detto anche solo), eseguito spesso in spazi non teatrali, per marcare un forte contrasto con lo sfarzo dei grandi balletti.
Non si trattava inizialmente di una rivolta volutamente contro, ma del risultato di una serie di cambiamenti del pensiero che trovarono una base feconda in particolare nelle teorie dell'attore e cantante francese François Delsarte, diffuse in America a partire dal 1871 tramite alcuni suoi allievi e discepoli.
Loïe Fuller, Isadora Duncan e Ruth St. Denis si imposero sulla scena mondiale sviluppando particolari stili di danza libera, che poi con Martha Graham e Doris Humphrey diedero origine ad una modern dance caratterizzata da una propria tecnica e da una propria estetica, oltre che da propri schemi espressivi ed educativi.
In Europa furono Émile Jaques-Dalcroze e Rudolf von Laban a segnare la strada del cambiamento, attraverso elaborazioni pratiche e teoriche che gradualmente portarono all'affermazione della danza moderna e in particolare della "danza espressiva" o "danza di espressione" (Ausdruckstanz).
La definizione di “moderna” data alla corrente (chiamata anche “nuova danza”), si deve al fatto che presentava caratteristiche abbastanza in contrasto con il balletto classico.
La danza moderna non rifiuta l'utilizzo innaturale del corpo, tuttavia preferisce movimenti lineari. Si valorizzano il gesto e il movimento che esprimano la personalità del danzatore a partire dalla naturalità.

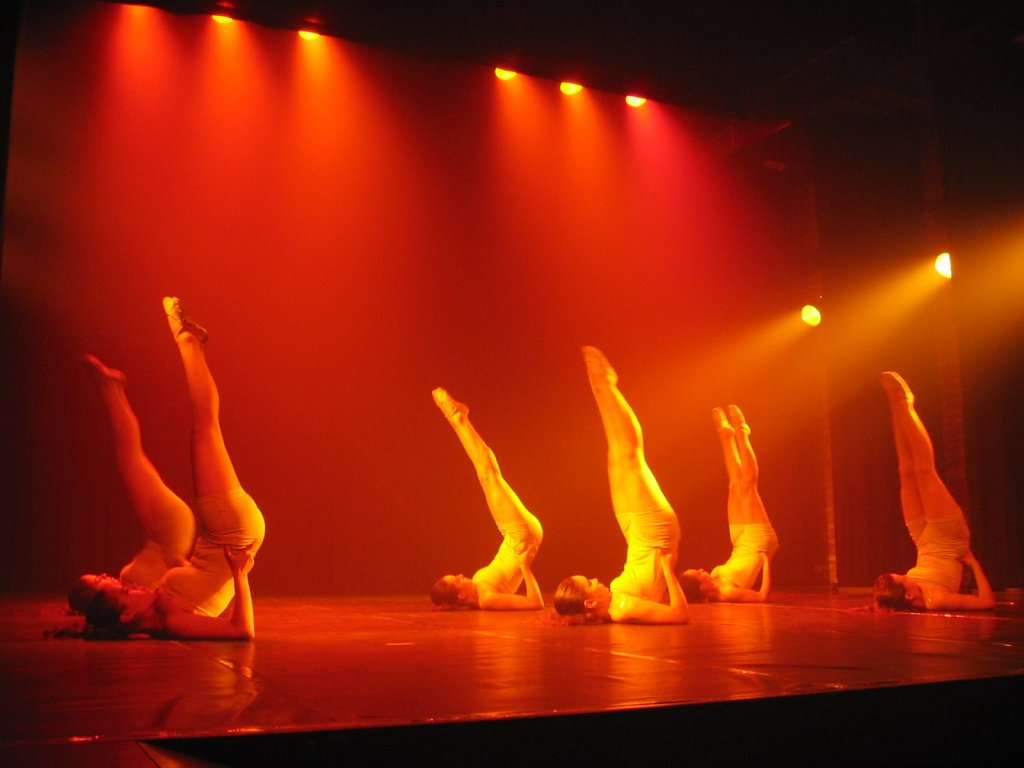
Danza moderna: esempio della cosiddetta "candela"

Sparisce lo sfarzo dei costumi e le scenografie sono spesso ridotte ad uno sfondo monocolore o a pochi, semplici elementi od oggetti.
La figura del ballerino e quella del coreografo spesso corrispondono.
In alcune produzioni, il coreografo-ballerino è anche scenografo, costumista e direttore delle luci.
La danza moderna fa spesso uso dell'improvvisazione estemporanea. I movimenti di danza moderna tuttavia hanno anch'essi una "grammatica" precisa. La tecnica Graham, per esempio, non è affatto danza "libera" alla maniera di quella di Isadora Duncan, né un "linguaggio personale", ma una vera e rigorosa tecnica di danza. Stesso discorso vale per le tecniche Cunningham, Horton, Humphrey-Limón e tante altre sviluppatesi successivamente. Confondere danza moderna e danza libera è quindi un errore.
Un altro elemento che distingue la danza moderna da quella accademica è la produzione, da parte di un gran numero di coreografi, di scritti teorici.
La danza moderna talvolta prende anche spunto dallo studio storico-antropologico delle danze etniche di paesi non occidentali, per mezzo delle quali è possibile accrescere la danza di elementi diversi, rinnovandone forma e sostanza espressiva.
È questo il caso di alcuni dei pionieri della danza americana, come Ruth Saint Denis e Ted Shawn. Uno degli esempi contemporanei più noti, che però appartiene all'ambito del balletto contemporaneo, è Stamping Ground di Jiří Kylián, una coreografia del 1983 ispirata alle danze degli aborigeni australiani.

## Il rapporto con lo spazio
Nella danza moderna il corpo si muove rispettando nuovi canoni tecnici e espressivi, spinto dalla volontà di trovare un nuovo rapporto con lo spazio e con il tempo.
Infatti si dà notevole importanza allo studio del movimento in quanto mezzo di analisi delle dinamiche fisiche che intervengono nello spostamento dei corpi nello spazio (come ad esempio, la forza di gravità).
I ballerini classici si mostrano frontalmente al pubblico e tutti i loro movimenti si sviluppano partendo da questo tipo di relazione spaziale.
La posizione del busto è eretta e le gambe sono ruotate verso l'esterno a partire dall'articolazione dell'anca.
Nella danza moderna, invece, i ballerini si muovono occupando tutto lo spazio teatrale, mostrando anche il fianco o le spalle al pubblico.
La posizione del busto rispetto alle gambe può variare; i danzatori possono anche ballare sdraiati sul palcoscenico.
Secondo l'estetica del balletto classico, il ballerino doveva creare l'illusione di poter infrangere le leggi di gravità dando la sensazione di librarsi nell'aria con estrema facilità.
Al contrario, la danza moderna riconosce nel peso del corpo il principio basilare del movimento, e dunque il rapporto con la terra vi è privilegiato.

## Il rapporto con la musica
La danza moderna non segue necessariamente il ritmo della musica, come avviene nella danza accademica.
A volte la musica può anche essere del tutto assente: in questo caso il ballerino danza seguendo solo il proprio ritmo interno.
Generalmente la coreografia è creata con o senza una correlazione diretta con la musica, che può anche essere scritta in un secondo momento in funzione dei movimenti.
In questi casi la danza può seguire il ritmo della musica o contrapporsi ad essa, in una sorta di dialogo oppositivo.

## La storia

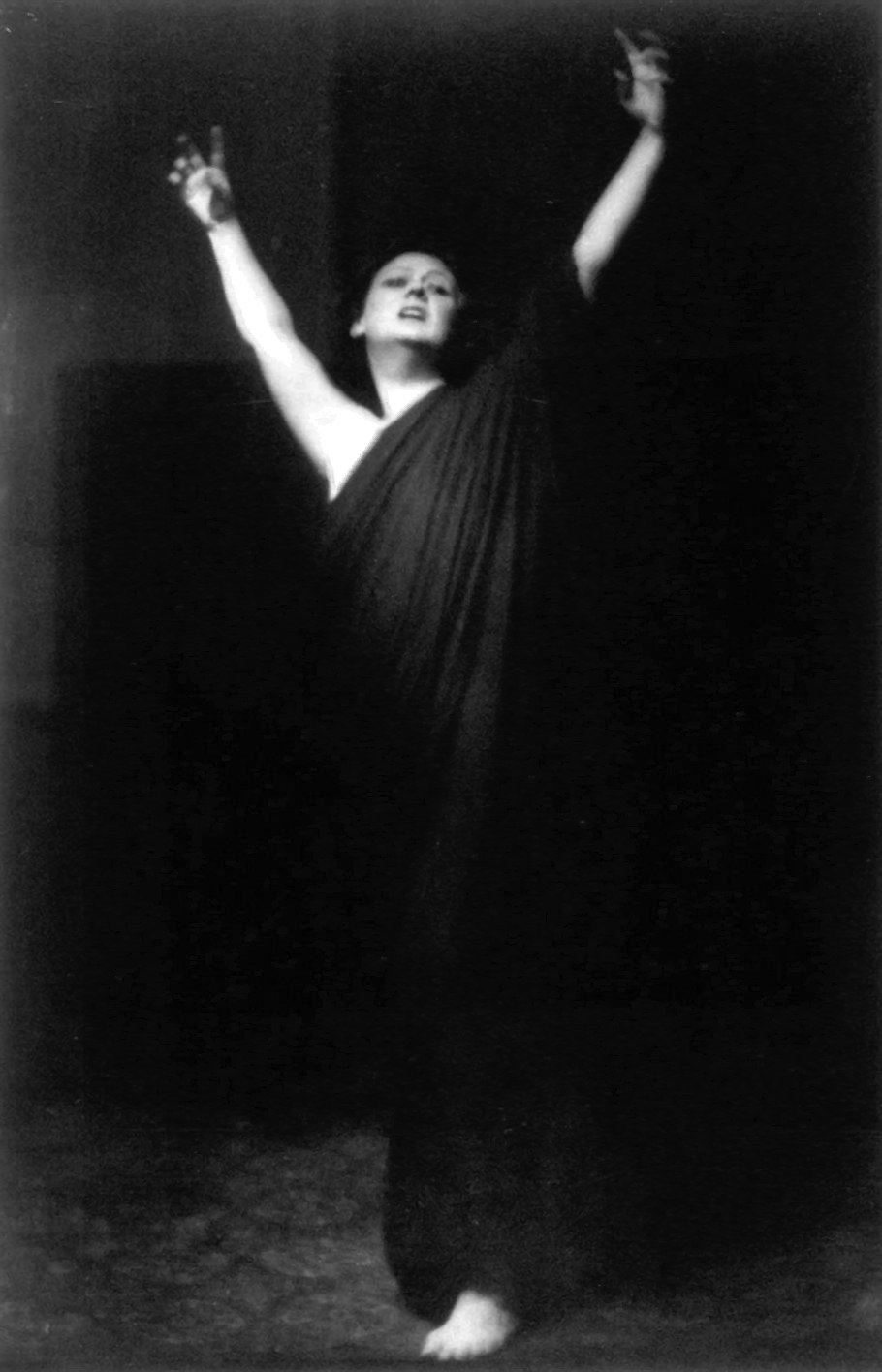
Isadora Duncan

La storia della danza moderna può essere suddivisa in tre periodi:
- il periodo di rottura con il balletto classico e di ricerca, risalente alla fine del XIX secolo e inizi del XX.
- il periodo di definizione delle tecniche, tra gli anni trenta e gli anni quaranta.
- il periodo di innovazione, che va dal secondo dopoguerra ad oggi.

Bisogna fare un'ulteriore distinzione fra la danza moderna statunitense e la danza moderna centroeuropea. Grazie ai numerosi scambi culturali fra gli artisti, i rapporti fra i due continenti sono sempre rimasti costanti.

### Il periodo di ricerca
All'inizio del XX secolo, il desiderio di cambiamento portò allo sviluppo di due correnti: quella dei Ballets Russes che proponeva un rinnovamento dall'interno, e quella che sosteneva la creazione di una nuova danza.
Nei primi trent'anni del Novecento si assistette all'introduzione di numerose innovazioni per opera del compositore svizzero Jaques-Dalcroze, delle ballerine statunitensi Isadora Duncan e Ruth St Denis, e della tedesca Mary Wigman.
I primi ballerini moderni ricercavano una danza che fosse più espressiva del balletto classico.  Anche alcuni coreografi di balletto, tra i quali Michel Fokine, si ispirarono alle danze di tradizioni non occidentali.
Isadora Duncan, ad esempio, si sbarazzò per prima delle scarpette con le punte e del tutù.
Andò in scena a Parigi nel 1900, a piedi nudi, con i capelli sciolti e vestita di un'ampia tunica poiché voleva ritrovare i gesti naturali ed esprimere le passioni imitando le movenze dei danzatori greci dell'antichità, da lei peraltro visti solamente nei musei e nei bassorilievi del Partenone ad Atene.
La Duncan sosteneva che il centro propulsore di tutti i movimenti corporei risiedeva nel plesso solare, per questo motivo propose una danza in cui fosse possibile muoversi ora contrapponendosi alla forza di gravità, ora assecondandola.

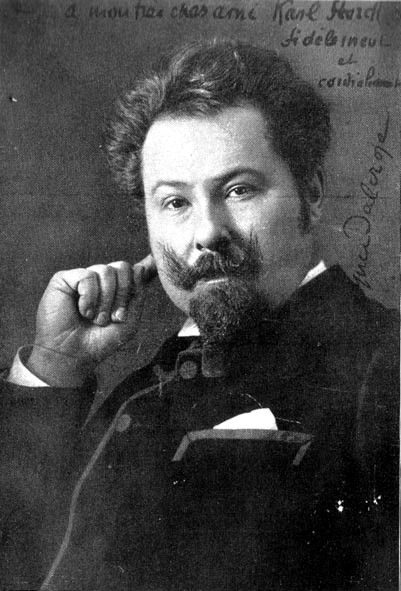
Émile Jaques-Dalcroze

Lo stile di Ruth St Denis, molto caratteristico, prendeva ispirazione dalle danze dell'India, dell'Egitto e dell'Asia.
Nel 1915 fondò con il marito Ted Shawn la scuola Denishawn, che sarà il vivaio dei nuovi autori.
Mary Wigman, una delle massime rappresentanti della danza di espressione tedesca, talvolta si ispirò alle danze dell'Africa e dell'Asia orientale e spesso fece uso delle maschere.
Come Ruth St Denis realizzò sia dei lavori di gruppo, spesso riuniti in cicli, sia assoli.
Il movimento della danza moderna tedesca fu interrotto con l'ascesa al potere del nazismo.
Essa si riprenderà solamente tra gli anni sessanta e gli anni settanta con la nascita del Tanz theater.

### Il periodo di definizione delle tecniche
La danza moderna maturò un cambiamento significativo negli anni trenta negli Stati Uniti.
A New York si sviluppò la modern dance, che si distingueva per la creazione di tecniche personali che si contrapponevano alla tradizione del balletto classico.
Martha Graham, Doris Humphrey, Charles Weidman (tutti provenienti dall'esperienza della Denishawn), e Hanya Holm (che proveniva dalla compagnia di Mary Wigman) vengono ricordati per le importanti innovazioni che portarono in questa nuova disciplina.
Questi artisti concordavano sul fatto che la danza doveva essere finalizzata all'espressione delle emozioni, obiettivo che poteva essere raggiunto solamente con la ricerca interiore e una maggiore attenzione alle capacità del corpo.
In opposizione alla danza accademica, le gambe e i piedi assunsero nel movimento un ruolo secondario, mentre venne privilegiata la parte superiore del corpo.
Infine, furono rivalutate le funzioni basilari dell'essere umano, come il camminare e il respirare, giudicate parti integranti della danza moderna.
L'americana Martha Graham creò una tecnica basata sul principio del contraction-release, basato sul movimento naturale d'inspirazione ed espirazione; la sua danza è fatta di movimenti alterni di concentrazione (tramite la contraction) e diffusione dell'energia (release), di una gestualità forte e decisa, strettamente ancorata al suolo, sul quale i piedi appoggiano per intero, a differenza della danza accademica.
In seguito occupatasi dei rapporti tra arti figurative, danza e letteratura, produsse delle coreografie caratterizzate da una forte struttura narrativa, spesso coadiuvata per gli elementi scenici dallo scultore Isamu Noguchi.

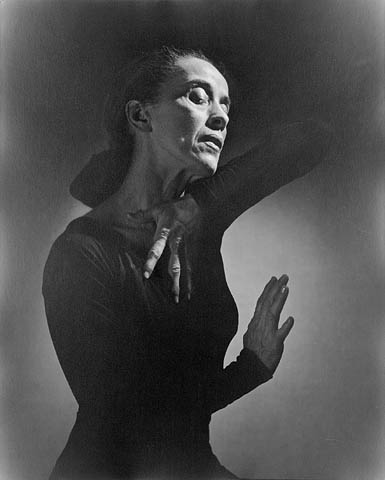
Fotoritratto di Martha Graham del 1948

Martha Graham cercò di far rivivere nei suoi spettacoli i grandi miti tratti dalla Bibbia, dalla mitologia greca o dall'Oriente.
Di solito i personaggi rappresentati erano per lo più figure femminili ritratte in momenti di grave crisi psicologica ed emotiva.
I temi fondamentali delle sue creazioni erano di genere etico, legati ai drammi della società americana.
Lo stile di Hanya Holm si presentava molto vario, poiché andava da creazioni con una forte componente satirica a danze ispirate a tematiche sociali.
A partire dagli anni quaranta realizzò coreografie per Broadway e fu tra i primi coreografi a introdurre nei musical la danza moderna.
Doris Humphrey, dopo aver analizzato la dinamica naturale del camminare, creò la sua tecnica basata sul principio del fall and recovery (caduta e recupero).
Quando smise di ballare sciolse la compagnia che aveva costituito con Charles Weidman, e si dedicò all'elaborazione di nuove coreografie per il suo allievo preferito José Limón.

### Il periodo d'innovazione
Negli anni cinquanta, i coreografi rifiutarono le componenti psicologiche e narrative tipiche della modern dance. La ragione di questa decisione era dovuta all'intenzione degli artisti di non esprimere più emozioni ma di scoprire le numerose capacità del movimento e del corpo umano.
Per il ballerino ciò poteva comportare anche il recupero della tecnica della danza accademica.
Questa nuova corrente fu definita formalismo o astrattismo.
I suoi maggiori esponenti furono Merce Cunningham e Alwin Nikolais.
Nello stesso periodo, con George Balanchine il formalismo trionfava anche nel balletto classico.
Altri danzatori fortemente innovativi ma difficilmente collocabili in un preciso movimento furono James Waring, Paul Taylor, Alvin Ailey e Twyla Tharp.
Negli anni sessanta, sulle basi - e più tardi anche in opposizione - del formalismo di Cunningham, si sviluppò la post-modern dance.
Essa nacque all'interno di un nuovo movimento di innovazione interdisciplinare, che aveva come centro la Judson Memorial Church di New York.
In questa fase furono rigettati tutti i presupposti tecnici e teorici fino ad allora concepiti per concentrarsi sul significato dei movimenti e dei gesti, facendo particolare attenzione a quelli quotidiani.
Adesso oggetti, suoni, immagini, spazi diversi del palcoscenico interagiscono con i movimenti; la danza non è più vista solo come spettacolo, ma anche come evento, performance a cui il pubblico può partecipare.
I più importanti rappresentanti della post-modern dance sono Yvonne Rainer, Simone Forti, Trisha Brown, Lucinda Childs e Steve Paxton.
La danza americana degli anni ottanta era caratterizzata dall'uso di mezzi espressivi come video, fotografia e cinema.
Tuttavia essa si distinguerà dalla post-modern dance per il recupero della tecnica, anche quella accademica, importantissima per raggiungere i requisiti fisici richiesti ai danzatori.
Negli anni cinquanta e sessanta, in Europa, si assiste al ritorno e ad un rinnovamento della danza accademica, che spesso si amalgama con le nuove correnti americane e con il contributo di nuovi stili di danza, producendo creazioni originali e tendenze personali. Grandi coreografi, la cui attività, iniziata in questo periodo, continua nei decenni successivi, sono Roland Petit, Maurice Béjart, Birgit Cullberg, John Cranko, John Neumeier.
Negli anni settanta, in Germania, emerse il grande talento di Pina Bausch, una delle maggiori rappresentanti del Tanz Theater insieme a Johann Kresnik, Gerard Bohner, Susanne Linke e Reinhild Hoffmann.
La nuova danza tedesca, seguendo la tradizione della "danza di espressione" d'inizio secolo, voleva rappresentare un teatro nel quale l'essere umano si potesse esprimere nella sua dimensione quotidiana, soggettiva ed emotiva.
Da questa tendenza prendono forma spettacoli multimediali e opere che si prolungano a volte per diverse ore.
A partire dagli anni sessanta, in Francia, si assiste a una proliferazione di stili e di nuove esperienze coreografiche.
Tutto ciò fu possibile per merito di Françoise e Dominique Dupuy, i quali presero ispirazione da Merce Cunningham, Alwin Nikolais, dalla "danza di espressione" tedesca e dalla filosofia orientale.
Jean-Claude Gallotta, Maguy Marin, Régine Chopinot, Marie-Christine Gheorghiu, Karine Saporta, Règis Obadia, François Verret e Jacques Patarozzi sono ricordati come i più grandi esponenti della nouvelle danse francese.
Essi sono accomunati dall'attenzione per la componente dinamica del movimento e per il differente rapporto con lo spazio.

### La danza moderna in Italia

Toccata, coreografia Liliana Merlo, musica Carlos Chávez, TBT 1978

A differenza dagli altri paesi, l'Italia accoglie e riconosce culturalmente piena dignità alle nuove tendenze artistiche della danza moderna solamente intorno agli anni settanta, per conoscere una stagione di generalizzato fermento durante gli anni ottanta. Significativi ma ancora marginali sono da ritenere infatti i casi del futurismo in danza, e quello dell'orchestica di Jia Ruskaja, sorta di neoellenismo estetizzante di discendenza duncaniana, dei quali è iniziata un'opera di rivalutazione solo in tempi recenti. Sempre negli anni del secondo conflitto mondiale giunge in Italia l'ungherese Aurel Milloss, il quale assumerà presto un ruolo dominante nel rinnovamento della danza italiana "ufficiale", ma che si distinguerà per una sorta di sintesi tra accademismo neoclassico ed espressionismo tedesco non sempre riuscita e presto esteticamente superata.  Nel corso degli anni cinquanta si osserva un certo rinnovato fermento: si realizzano nuovi festival e nascono nuove compagnie, quasi tutte in ambito privato. Gruppi ed esponenti significativi sono presenti specie a Torino, per poi diramarsi anche in Veneto, Toscana, Emilia-Romagna, Abruzzo e a Roma.
Tra i primissimi esempi italiani di balletto moderno, il che tuttavia non equivale sempre a danza moderna ma a una commistione tra tecnica accademica e altri elementi provenienti sia dalla “danza libera" che dalle danze etniche e folkloristiche, vanno ricordate a Torino le figure di Susanna Egri con i suoi Balletti di Susanna Egri e di Sara Acquarone, che nel 1955 fonda il Gruppo di Danza di Torino, forma di teatro-balletto-laboratorio ispirato alla danza espressionista tedesca e alla modern dance americana, che proporrà i primi lavori nel 1955. Sempre a Torino, nel 1970 nasce il Gruppo di Danza Contemporanea Bella Hutter, mentre a Vicenza viene fondato nel 1968 il Gruppo Sperimentale di Danza Libera di Franca Della Libera, e a Venezia e Mestre, a partire dal 1970, la Compagnia "Teatro Danza" di Luciana De Fanti.
Caso pionieristico tra i più isolati e significativi è inoltre quello di Liliana Merlo a Teramo che, pur consolidando un rapporto duraturo di collaborazione con l'Accademia Nazionale di Danza di Roma, istituzione di fatto per molto tempo piuttosto ostile nei confronti dei nuovi stili e delle nuove correnti, avvierà stage di danza moderna sin dal 1969 con Luisa Grinberg (tecnica Graham) e Juan Carlos Bellini (tecnica Humphrey-Limón) e, a partire dal 1970, realizzerà le prime produzioni di danza moderna mai viste in Abruzzo e in larga parte del centro-sud Italia, sviluppandole successivamente lungo varie direzioni, a partire dal 1976, con la sua compagnia giovanile del TBT (Teatro del Balletto di Teramo), senza tuttavia mai rompere definitivamente con la tecnica accademica del cosiddetto balletto classico.
Nel frattempo, nascono a Roma la compagnia Teatrodanza Contemporanea di Roma fondata da Elsa Piperno e Robert Curtis nel 1972 e dal 1974 diretta da Elsa Piperno e Joseph Fontano, ed il Centro Professionale di Danza Contemporanea di Elsa Piperno, per lungo tempo la sola scuola professionale di tecnica Graham esistente in Italia. Molti dei suoi danzatori trovano inserimento professionale in prestigiose compagnie internazionali, vedi: Daniela Malusardi che ha danzato prima con Alvin Aley e poi nel Cullberg Ballet; Gianfranco Paoluzzi con Elliot Feld Company a N.Y. e a Londra con il Ballet Rambert; Livia Patrizi con Pina Bausch; Elena Majnoni con Carolyn Carlson e con Pina Bausch; Jacqulyn Buglisi danzatrice della Martha Graham Dance Company, Raffaella Mattioli con i Mumenchant. Da quel momento verranno fondate altre compagnie, vedi: Patrizia Cerroni la compagnia Danzatori Scalzi e Nicoletta Giavotto il Laboratorio, entrambe attive dal 1973; Fabrizio Monteverde, Marco Brega, Francesca Antonini fondatori del gruppo Baltica; Ian Sutton, Giovanna Summo e Silvana Barbarini - quest'ultima proveniente dalla scuola di Giannina Censi, il gruppo Vera Stasi; e ancora Massimo Morriconi, Michele Pogliani, Diana Damiani. Numerosi danzatori si sono dedicati all'insegnamento: Elisabeth Sjostrom e Carla Marignetti docenti all'Accademia Nazionale Di Danza di Roma; Stefano Valentini all'Accademia Nazionale Arte Drammatica; Mariolina Maconio all'Istituto Musicale di Spoleto.
A Roma anche lo IALS (Istituto Addestramento Lavoratori dello Spettacolo) offrirà la possibilità di studio e perfezionamento.
Parallelamente, nascono il Collettivo Danza Contemporanea di Cristina Bozzolini a Firenze nel 1975, da cui sorgerà il noto Balletto di Toscana, la Compagnia DanzaRicerca fondata nel 1976 da Daniela Capacci a Roma, e la Compagnia AterBalletto fondata da Vittorio Biagi e Amedeo Amodio a Reggio Emilia nel 1979, oggi la principale compagnia italiana di danza contemporanea. Dalla collaborazione e dal sodalizio di alcuni ballerini del Teatro e Danza La Fenice, diretto a Venezia da Carolyn Carlson tra il 1981 e il 1984, nasce inoltre nel 1985 la compagnia Sosta Palmizi e, in seguito allo scioglimento di questa, diverse compagnie fondate da alcuni tra i cofondatori del gruppo Sosta Palmizi: la Compagnia "Abbondanza/Bertoni", fondata nel 1995 da Michele Abbondanza insieme ad Antonella Bertoni, la compagnia Aldes di Roberto Castello, l'Associazione Sosta Palmizi, diretta da Raffaella Giordano e Giorgio Rossi. Inoltre: il Gruppo Contrasto, diretto da Carla Perotti, legato al Teatro Nuovo di Torino, e poi, sempre a partire dagli anni ottanta, il gruppo di Virgilio Sieni, il gruppo di Enzo Cosimi, oltre all'Ensemble di Micha van Hoecke (gruppo di balletto contemporaneo) e altre ancora.
Nel 1990 Elsa Piperno fonda la sua nuova compagnia Danzare la Vita di cui è direttrice artistica e coreografa e per la quale rimonta le sue coreografie del repertorio degli anni '70 e '80 eseguite da Teatrodanza Contemporanea di Roma in prestigiosi teatri e festival internazionali.

## I balli moderni

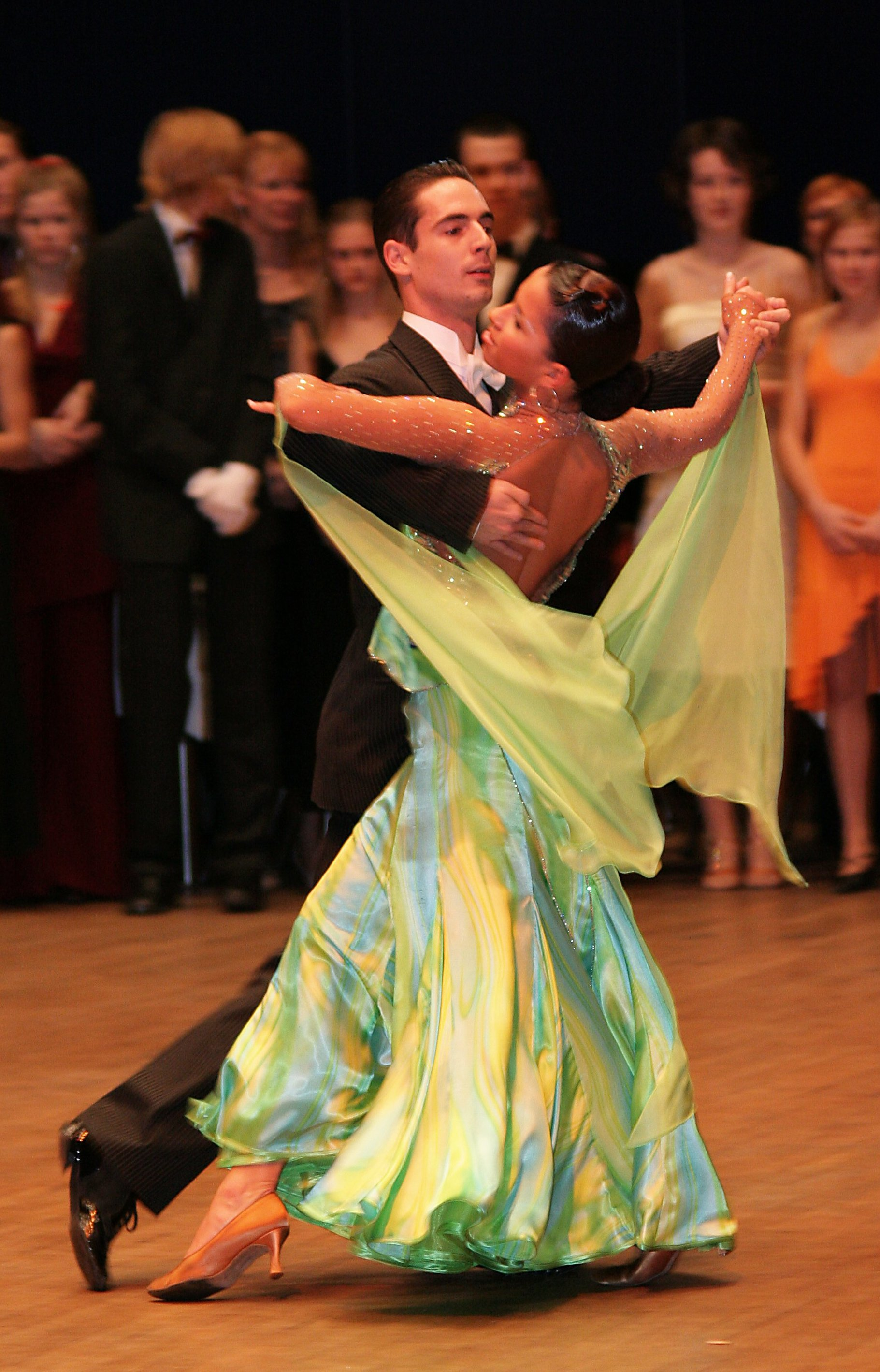
Esempio di ballo da sala

Nel XIX secolo recarsi a ballare il sabato sera diventa un'abitudine acquisita da tutti gli strati sociali e il ballo che regna incontrastato all'inizio del secolo è il valzer, una danza di origine tedesca che subisce in ogni Paese degli adattamenti nazionali.
Lentamente cadono in disuso la polka, il galop e la mazurca.
Dopo il 1850 la maggior parte dei balli che diventano successivamente di moda arrivano dagli Stati Uniti o dall'America Latina: il bolero, il tango, l'habanera sono di origine cubana; il cake-walk è una danza popolare afroamericana, il foxtrot, ricco di figure, è di origini americane e si è diffuso poi in Inghilterra.
Verso il 1925 arriva il charleston, dalle comiche movenze, l'ondeggiante blues, con i suoi strani movimenti verso l'alto e ancheggianti; poi nel 1926, il black-bottom dal ritmo sincopato, che mescola giri su un fianco, passi martellati, saltelli e salti, e infine la rumba.
Dopo pochi anni però tutti questi balli passano di moda; sopravvive per più di vent'anni il tango.
Dopo la seconda guerra mondiale arrivano, successivamente, dapprima, al seguito delle truppe americane, il boogie woogie, che con i successivi arrangiamenti venne chiamato  rock and roll, poi, dal Sudamerica, il cha cha cha e il samba, una delle danze più popolari del Brasile.
Con il twist (1960), il surf (1964) e lo shake si pervenne a una totale libertà di movimenti: si può danzare da soli, in coppia, in gruppo.
Ma la meta da conseguire è sempre la stessa: il piacere di muoversi a tempo di musica, il desiderio di affascinare ai quali, a volte, si aggiunge anche un certo impegno artistico.